# Pirámide de Ball
La pirámide de Ball es un islote deshabitado localizado en el océano Pacífico, un resto de la erosión de un antiguo volcán en escudo y la caldera que se formó hace 7 millones de años. Está situada 20 km (13 millas) al sureste de la isla de Lord Howe. Tiene una altitud de 562 m, y únicamente 300 de largo. Está situada a 31°45′21″S 159°15′02″E / -31.75583, 159.25056. Forma parte del parque marino de la Isla de Lord Howe.
La pirámide de Ball tiene algunos islotes alrededor. La roca Observatorio y el islote Wheatsheaf están a 800 m O-NO, y 800 m O-SO, respectivamente, del extremo oeste de la pirámide de Ball. La roca del Suroeste es una cima situada a 3,5 km al sureste de la pirámide de Ball. Al igual que la isla de Lord Howe y la cadena de montes submarinos de Lord Howe, la pirámide de Ball está situada en la elevación de Lord Howe, que forma parte del continente sumergido de Zealandia, y que pertenece a Australia.

## Historia
La pirámide recibió su nombre del teniente Henry Ball, quien la descubrió en el año 1778 al mismo tiempo que la isla de Lord Howe. Se cree que la primera persona que pisó la pirámide fue el geólogo Henry Wilkinson, del Departamento de Minas de Nueva Gales del Sur (Australia), en el año 1882. 
Se coronó su cima por primera vez el 14 de febrero de 1965, día en que lo consiguió un equipo de escaladores del Club de Escalada Sydney Rock, formado por Bryden Allen, John Davis, Jack Pettigrew y David Witham.
Hubo un intento anterior, en 1964, realizado por otro equipo de Sídney compuesto por el aventurero Dick Smith (que tenía entonces sólo 20 años) y otros miembros del movimiento Scout. Se vieron forzados a regresar a Australia al quinto día de escalada, ya que se quedaron sin comida y agua. En 1979 Smith volvió a la pirámide, junto con los escaladores John Worrall y Hugh Ward, y consiguieron llegar a la cima, donde desplegaron una bandera de Nueva Gales del Sur regalada por el Premier Neville Wran y declararon la isla como territorio australiano (una formalidad que parece que no se había realizado con anterioridad).
En 1982 se prohibió la práctica de la escalada en la pirámide, mediante una enmienda al Acta de la Isla de Lord Howe, y en 1986 el Consejo de la Isla de Lord Howe prohibió el acceso a la pirámide. En 1990 cambió la política, de manera que se permitió alguna actividad de escalada, bajo unas condiciones muy estrictas. En los últimos años, para poder realizar escalada en la isla se requiere hacer una solicitud al ministro competente.
Entre 2000 y 2001 se encontraron ejemplares del insecto palo de la isla de Lord Howe (Dryococelus australis). En la ascensión frustrada de 1964, Dave Roots volvió con una fotografía del insecto, que se creía extinto. Su grupo de escaladores informó que habían visto insectos muertos. En los años siguientes se encontraron más insectos muertos, pero no se logró encontrar ningún espécimen vivo.

## Fauna
En 2001, un equipo de entomólogos y conservacionistas aterrizó en la Pirámide de Ball para trazar un mapa de su flora y fauna. Para su sorpresa, se redescubrió la población de insecto palo de la isla de Lord Howe (Dryococelus australis), que vive en un área 6 x 30 m a una altura de 100 m por encima de la línea de costa, bajo un único arbusto de Melaleuca howeana. El arbusto crecía en una grieta pequeña, donde el agua se filtraba por las grietas de las rocas subyacentes. Esta humedad favoreció el crecimiento de plantas relativamente exuberantes que habían dado lugar con el tiempo a una acumulación de restos de plantas de varios metros de profundidad, formando la pequeña extensión de suelo. La población de insectos palo era muy pequeña, de sólo 24 individuos. Dos parejas fueron llevadas a dos zoológicos del Pacífico para criar nuevas poblaciones. Esta expedición nació de la información aportada por Dave Roots, que había traído la fotografía de un insecto, cuando el Museo de Australia le dijo que se pensaba que estaba extinto.

### En inglés
- Reserva marina de la isla de Lord Howe
- Carta marina de la isla de Lord Howe y la Pirámide de Ball, editada por el Servicio Hidrográfico de Australia
- World Mountain Encyclopedia - Ball's Pyramid
- Volcano World - Ball's Pyramid

- Datos: Q152872
- Multimedia: Ball's Pyramid / Q152872